# Bertha Benz Memorial Route
La Bertha Benz Memorial Route es un camino turístico en Baden-Wurtemberg, Alemania, y miembro de la Ruta Europea del Patrimonio Industrial (ERIH). Desde su inauguración en 2008 todo el mundo puede seguir las pistas del primer gran trayecto del mundo en automóvil realizado en 1888.

## Historia
En 1886 el Dr. Carl Benz inventó el automóvil en Mannheim, Alemania (patente n.º 37435), si bien nadie quería comprarlo.
A primeros de agosto de 1888, sin que lo supiera su marido, Bertha Benz con sus hijos Eugen y Richard, de catorce y quince de edad, condujo el automóvil Benz Patent-Motorwagen n.º 3, construido hacía poco, desde Mannheim hasta Pforzheim.
Bertha se convirtió en la primera persona que hizo un trayecto largo en automóvil. La distancia recorrida fue de aproximadamente 104 kilómetros (64 millas). Hasta entonces solo se había completado trayectos cortos de prueba.
Aunque la finalidad aparente del viaje era la de hacer una visita a su madre, Bertha Benz tenía otros motivos: dar a conocer a su genial marido que, en su opinión, no había sabido comercializar su invento, y que el automóvil podía convertirse en un éxito financiero una vez demostrada al mundo su utilidad. 
Durante el viaje, Bertha tuvo varios problemas: como combustible se utilizaba ligroína, y tuvo que encontrar una farmacia donde poder comprarlo; necesitó la ayuda de un herrero para reparar la cadena; hizo falta el cambio de los forros del freno; con una horquilla larga y recta, Bertha limpió la tubería del combustible que se había obstruido; y reparó la ignición con una liga. 
Bertha y sus hijos salieron de Mannheim al amanecer y llegaron a Pforzheim al anochecer. Notificaron a Karl su éxito por telegrama. Tres días después regresaron a Mannheim.
Durante el camino, no poca gente se quedó asustada al ver el automóvil. El extraordinario viaje tuvo mucha publicidad –tal era el propósito de Bertha Benz–. El viaje fue un gran servicio para Karl Benz, ya que le permitió introducir varias mejoras basándose en el relato de su esposa. Ella misma hizo sugerencias importantes como, por ejemplo, la introducción de una velocidad adicional para subir las cuestas.

## Organismo responsable
En 2007 una iniciativa privada no lucrativa (non-profit) dirigida por Edgar y Frauke Meyer fundó dos sociedades, la Bertha Benz Memorial Route e.V. y la Bertha Benz Memorial Club e.V. con motivo de conmemorar Bertha Benz y su histórico acto pionero.
El 25 de febrero de 2008 las autoridades alemanas aprobaron oficialmente la Bertha Benz Memorial Route como ruta de turismo y de lugares históricos, un monumento dinámico de 194 km de cultura industrial alemana.

## La ruta

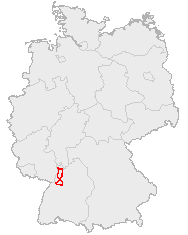
Mapa de Alemania con el camino conmemoratorio dedicado al viaje que realizó Bertha en 1888.

### Ida
De Mannheim a Pforzheim aproximadamente 104 kilómetros (64 millas), hacia el sur (S):
GPS-Download
Mannheim, Feudenheim, Ilvesheim, Ladenburg, Schriesheim, Dossenheim, Heidelberg, Leimen, Nußloch, Wiesloch, Mingolsheim, Langenbrücken, Stettfeld, Ubstadt, Bruchsal, Untergrombach, Weingarten, Grötzingen, Berghausen, Söllingen, Kleinsteinbach, Wilferdingen, Königsbach, Stein, Eisingen, Pforzheim

### Vuelta
De Pforzheim a Mannheim aproximadamente 90 kilómetros (56 millas), hacia el norte (N):
GPS-Download
Pforzheim, Bauschlott, Bretten, Gondelsheim, Helmsheim, Heidelsheim, Bruchsal, Forst, Hambrücken, Wiesental, Kirrlach, Reilingen, Hockenheim, Talhaus, Ketsch, Schwetzingen, Friedrichsfeld, Seckenheim, Mannheim

## Paisajes
La ruta original de Bertha Benz no solo lleva a localidades y lugares que ella entonces pasaba y que hoy día están un poco olvidados sino también pasa por una de las más bonitas regiones de Alemania, los viñedos de Baden. 
En la llanura del Alto Rin esta ruta del patrimonio industrial sigue varias vías romanas, entre ellas la Bergstraße (carretera de montaña), y pasa por las estribaciones del bosque Odenwald y del Kraichgau. Poco antes de llegar a Karlsruhe dobla hacia la valle Pfinztal en dirección de Pforzheim, entrada a la parte norte de la Selva Negra.
Bertha tenía miedo de pasar por algunas montañas escarpadas y así eligió para la vuelta una ruta alternativa. En el último tramo de la vuelta a Mannheim va a lo largo del río Rin. 

## Lugares para visitar
- Mannheim: Palacio de Mannheim, parque Luisenpark, Torre del Agua
- Ladenburg: Museo de automóviles Dr. Carl Benz, casa de la familia Benz, casco antiguo
- Heidelberg: Castillo de Heidelberg, casco antiguo, Puente Viejo
- Wiesloch: primera gasolinera del mundo (la farmacia “Stadtapotheke”)
- Bruchsal: Palacio de Bruchsal
- Pforzheim: Museum of Jewelry, House of Industry
- Bretten: casa de Melanchthon; en los alrededores: Monasterio de Maulbronn (Patrimonio de la Humanidad de la UNESCO), estudiantes: Johannes Kepler, Friedrich Hölderlin, Hermann Hesse (El lobo estepario)
- Hockenheim: Museo del automovilismo, circuito Hockenheimring
- Schwetzingen: Palacio de Schwetzingen

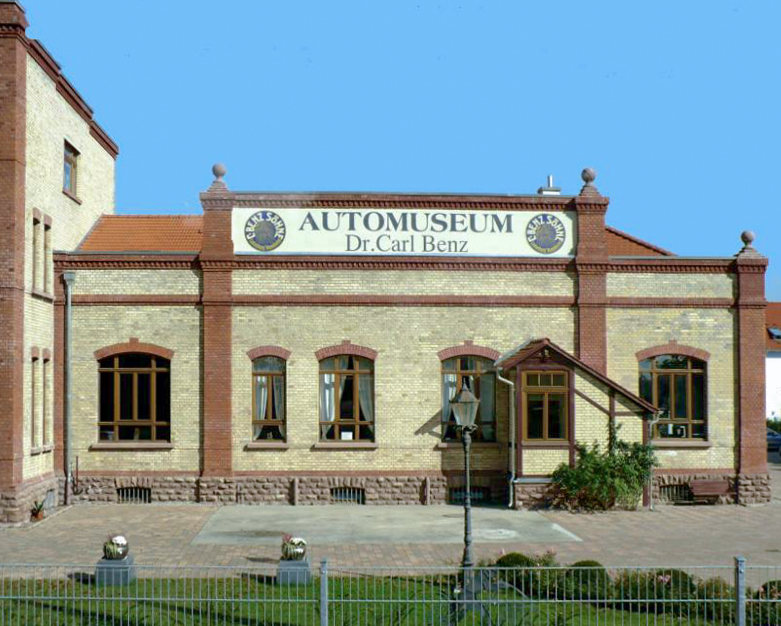
Museo de automóviles Dr. Carl Benz, Ladenburg
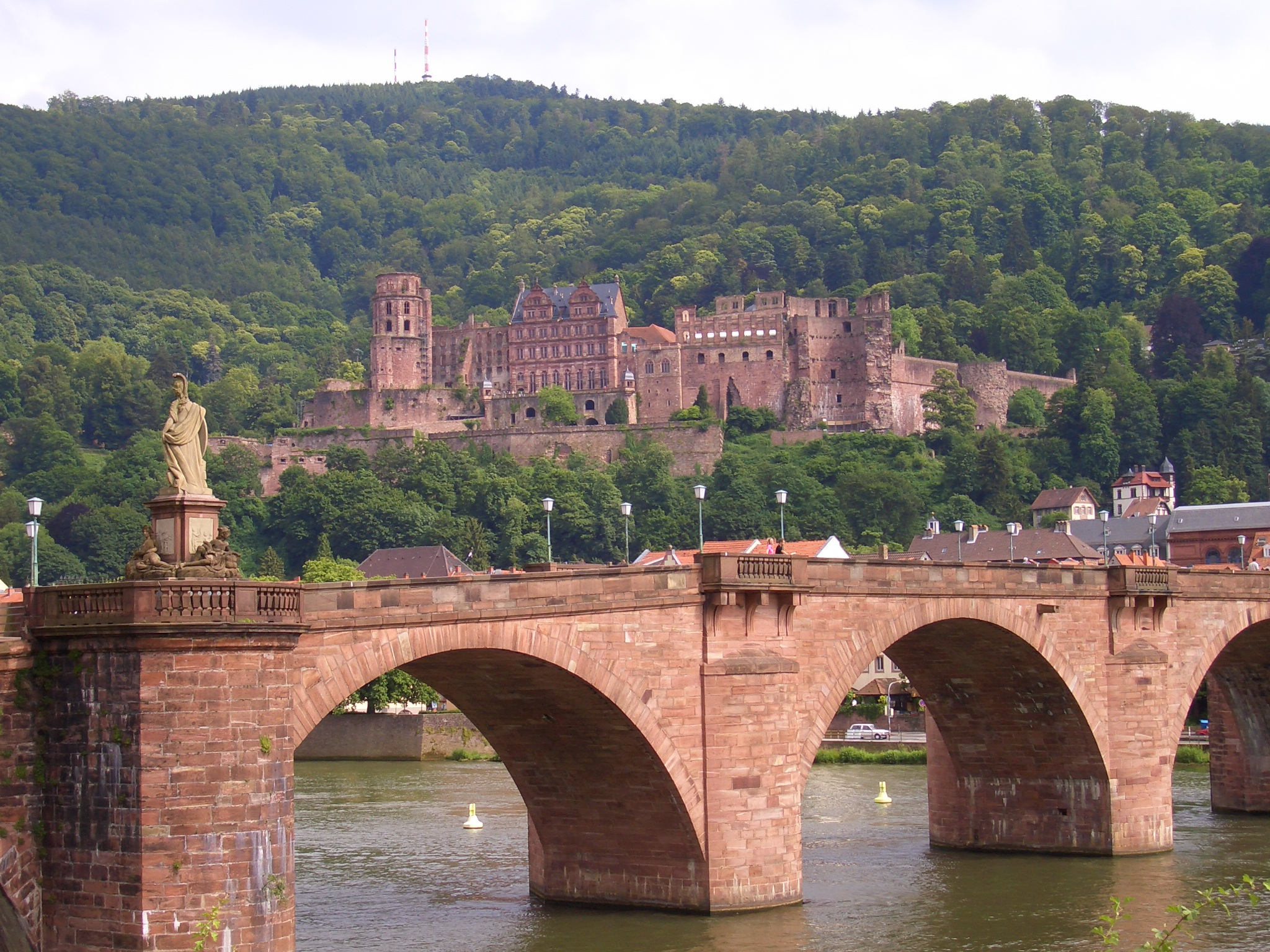
Castillo de Heidelberg y Puente Viejo
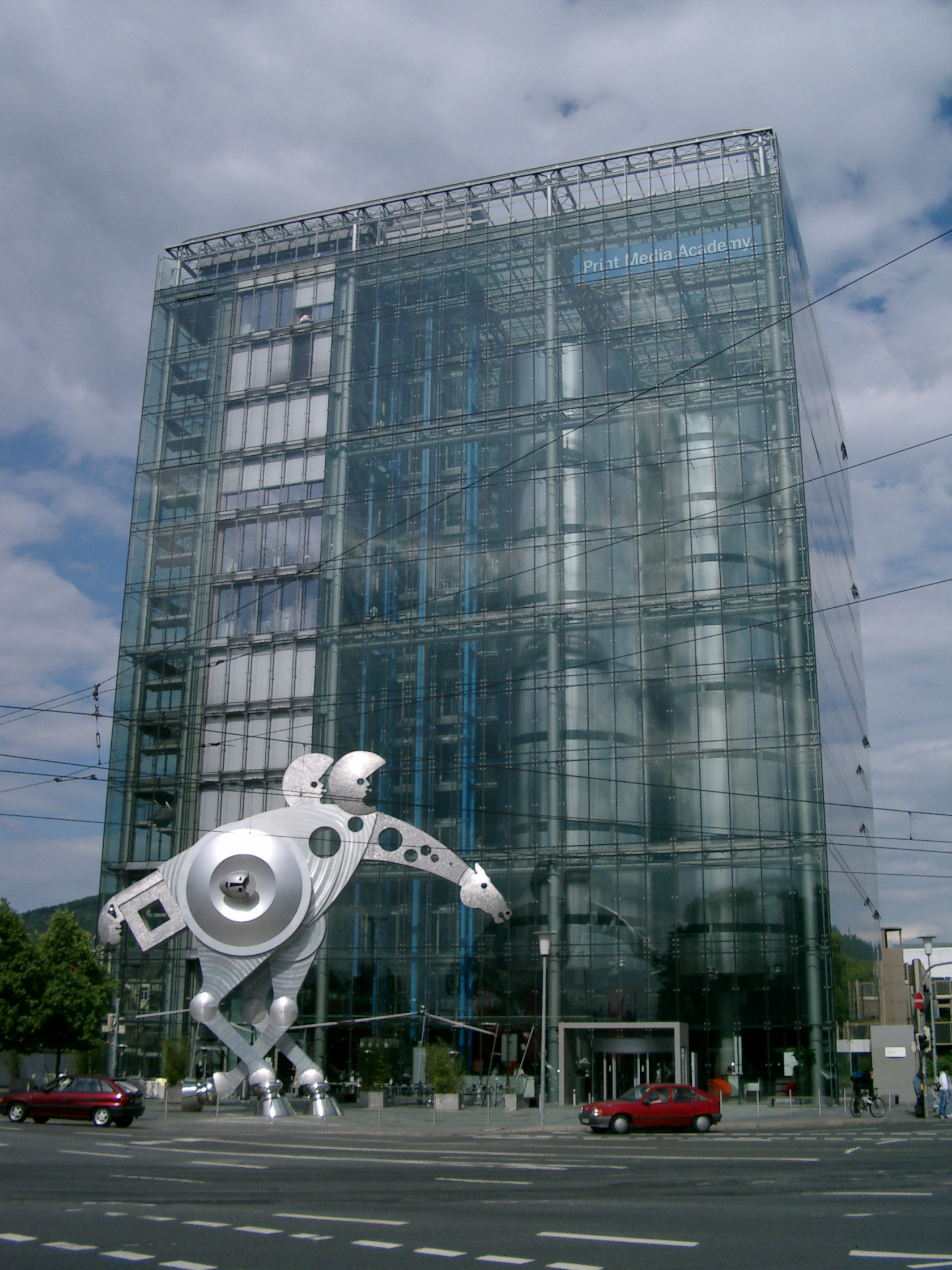
Heidelberger Druckmaschinen
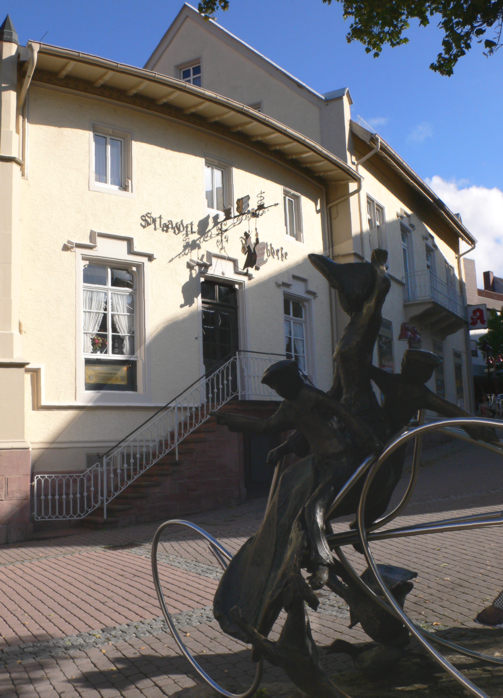
Primera gasolinera del mundo (la farmacia “Stadtapotheke”), Wiesloch
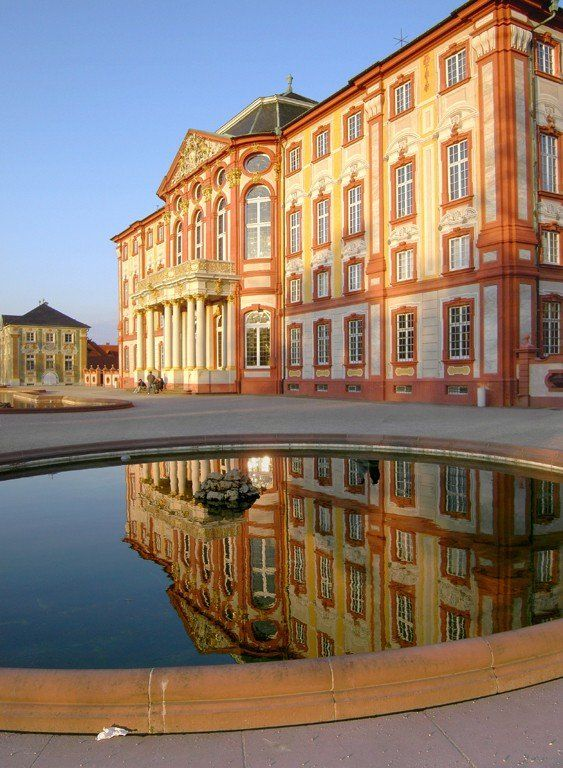
Palacio de Bruchsal
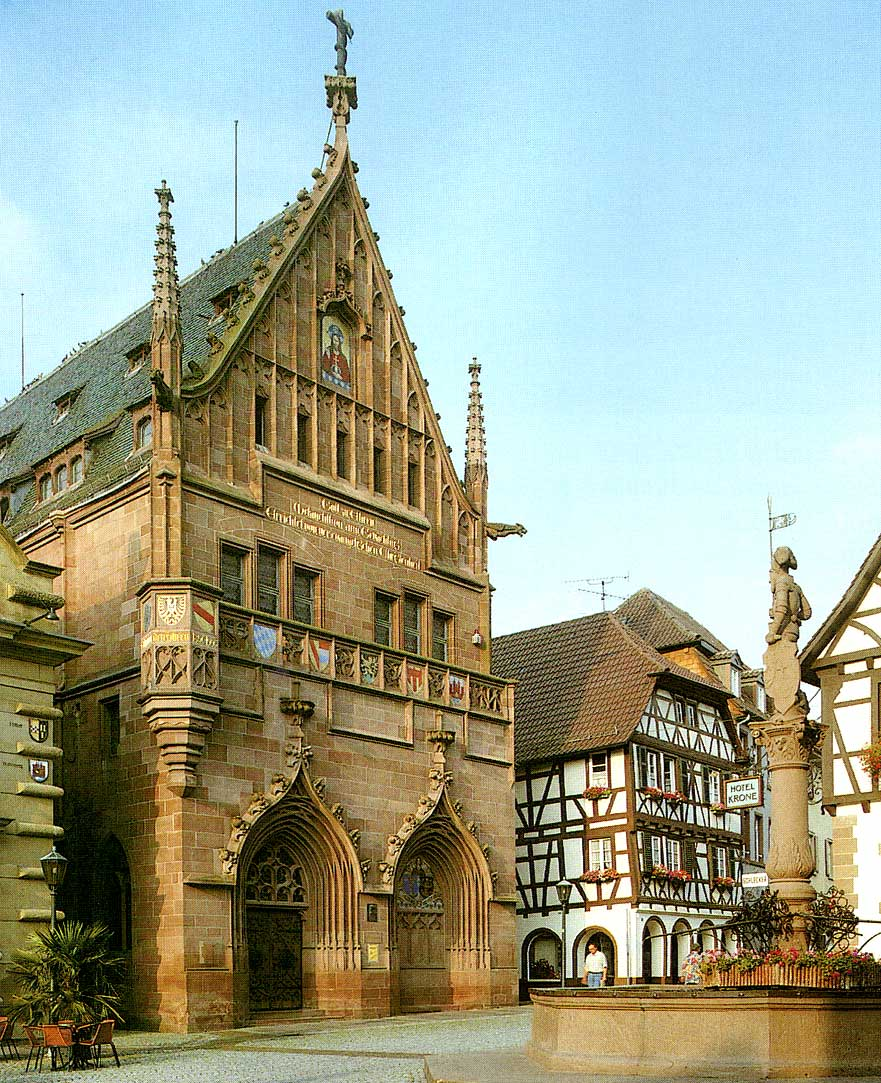
casa de Melanchton, Bretten
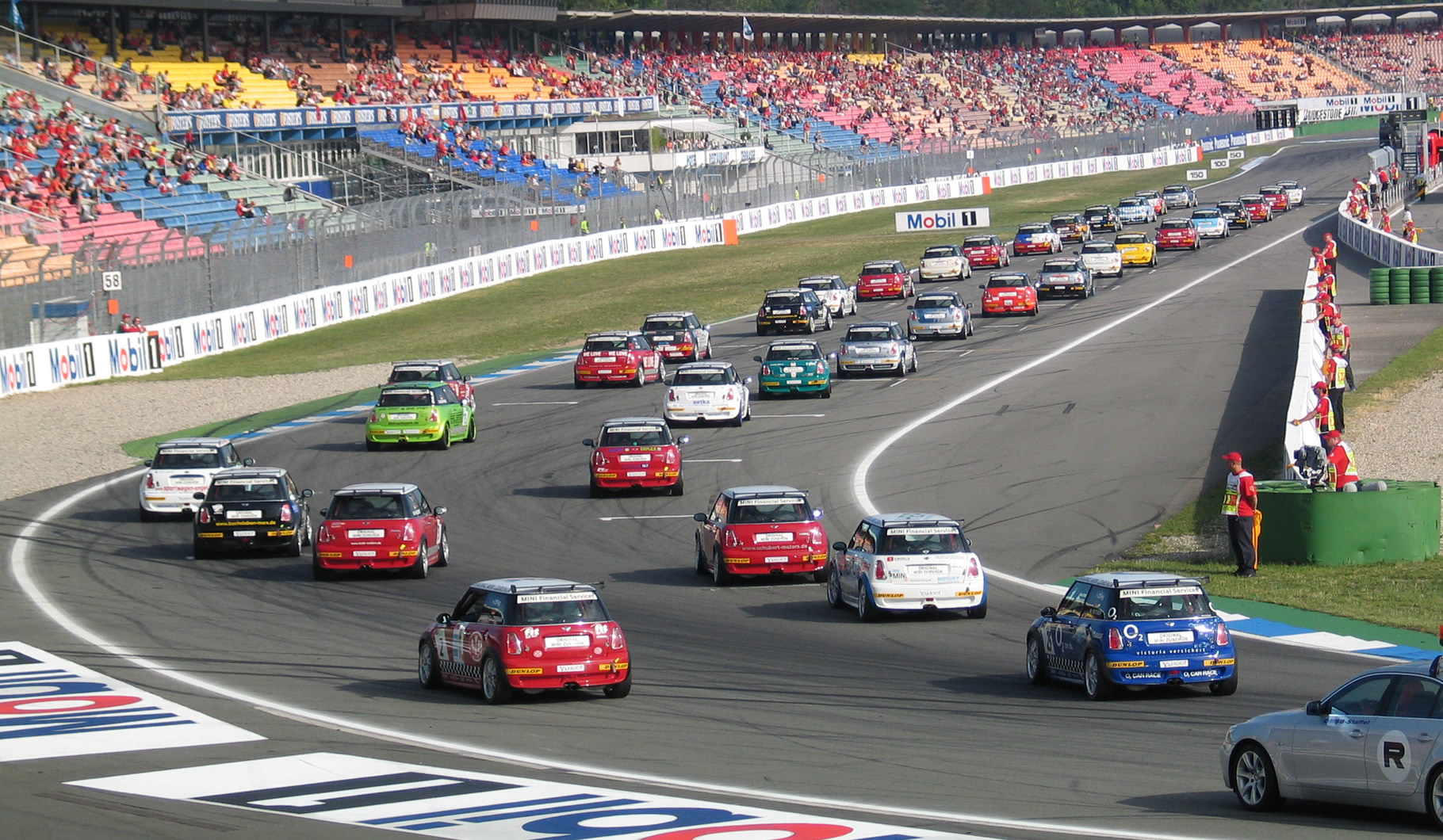
Hockenheimring
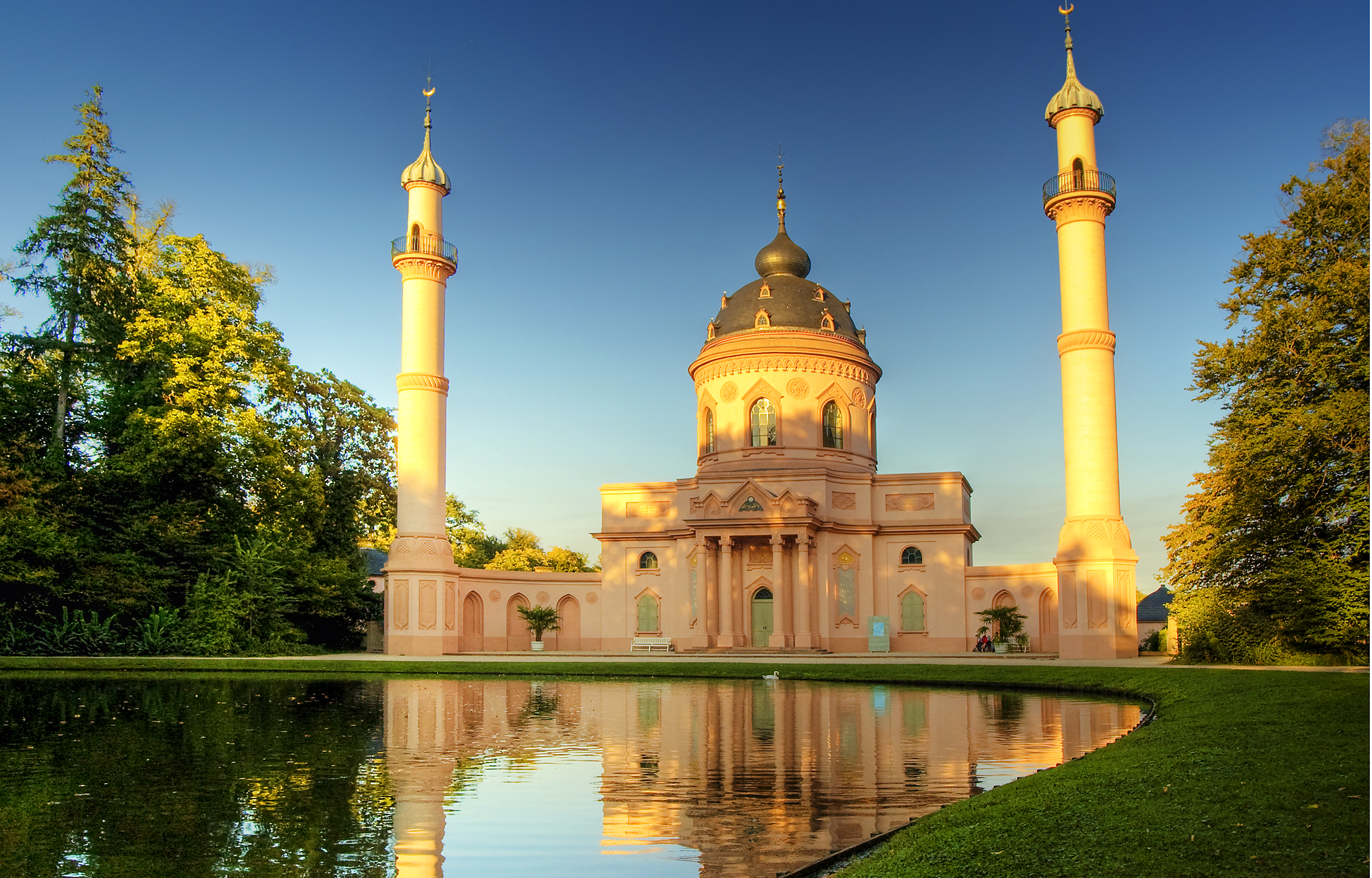
Mezquita roja del Palacio de Schwetzingen